# -ing
『-ing』（イング）は、椎名慶治の4枚目のオリジナルアルバム。2018年6月16日にHigh Windよりリリースされた。

## 概要
SURFACEとしてのデビューから20周年を記念してリリースされたソロアルバムで、前作『MY LIFE IS MY LIFE』から2年5ヶ月ぶりにリリースされたオリジナルアルバムである。
山口寛雄、磯貝サイモン、宮田“レフティ”リョウが楽曲制作の中心として参加。また、SURFACEの永谷喬夫もアレンジで参加している。

## 収録内容
1. R U ready 2 jump wiz me?
作詞:椎名慶治・井上洋平、作曲:椎名慶治
2. 20th century boy
作詞:椎名慶治、作曲:椎名慶治・山口寛雄
3. 咲き誇れ
作詞:椎名慶治、作曲:椎名慶治・宮田“レフティ”リョウ
4. 天国で会いましょう
作詞・作曲:椎名慶治
5. SLIT
作詞:椎名慶治・野口圭、作曲:椎名慶治・山口寛雄
6. 凹凸
作詞:椎名慶治・野口圭、作曲:椎名慶治・山口寛雄
7. RUNNING-MAN
作詞:椎名慶治、作曲:椎名慶治・宮田“レフティ”リョウ
8. 君の叫びは僕に届く
作詞:椎名慶治、作曲:椎名慶治・山口寛雄
9. あんたがいなけりゃよかったのに
作詞:椎名慶治・野口圭、作曲:椎名慶治
10. 点-roots-
作詞:椎名慶治、作曲:磯貝サイモン
11. 5月27日
作詞:椎名慶治・野口圭、作曲:椎名慶治・山口寛雄
12. メッセージ
作詞・作曲:椎名慶治